# Všichni moji blízcí
Toți cei dragi mie (în cehă Všichni moji blízcí) este un film dramatic istoric de război în limba cehă din 1999 regizat de Matej Mináč⁠(d). Este o coproducție între companii din Polonia, Cehia și Slovacia. A fost propunerea oficială a Slovaciei pentru cel mai bun film străin la cea de-a 72-a ediție a Premiilor Oscar, dar nu fost nominalizat.
În rolurile principale au interpretat actorii Rupert Graves, Josef Abrhám, Jirí Bartoska, Libuse Safránková și Hanna Dunowska.

## Rezumat
Este povestea unei familii de evrei cehi în ascensiune socială înainte de invazia Cehoslovaciei de către Germania Nazistă.
După o negare inițială a pericolului iminent, familia nu reușește să găsească o cale de ieșire din țară atunci când își dă seama de realitatea amenințării naziste iminente. 
Un unchi din familie îl întâlnește pe Nicholas Winton, un umanitar britanic (din viața reală) care, chiar înainte de declanșarea celui de-Al Doilea Război Mondial, a pus la cale salvarea a câteva sute de copii evrei din Cehoslovacia ocupată de germani și probabil i-a scăpat de uciderea lor în Holocaust. 
Operațiunea a fost cunoscută ulterior sub numele de Kindertransport⁠(en)[traduceți] ceh. 
Povestea se concentrează în mare măsură pe membrii familiei Silberstein, iar Nicholas Winton (interpretat de Rupert Graves⁠(d)) apare pentru scurt timp în scenele cheie de la sfârșitul filmului.

## Distribuție
- Rupert Graves⁠(d) – Nicholas Winton
- Josef Abrhám – Jakub Silberstein
- Jiří Bartoška⁠(d) – Samuel
- Libuse Safránková  – Irma
- Hanna Dunowska – Eva Marie
- Krzysztof Kolberger – Leo
- Tereza Brodská – Hedvika
- Krzysztof Kowalewski  – Rous
- Marián Labuda – Helmut Spitzer
- Agnieszka Wagner – Anna
- Jirí Pecha – Amavite Puel
- Grazyna Wolszczak  – Angelika
- Ondrej Vetchý – Max
- Brano Holicek⁠(d) – David
- Lucia Culkova – Sosa

## Dezvoltare
Ideea lui Mináč a unui „film despre ce s-a întâmplat înainte de război din perspectiva unui copil” a fost inspirată de poveștile pe care i le-a spus mama sa. Pentru mai multă inspirație, a vizitat Muzeul Evreiesc din Praga și a citit Perlele copilăriei mele de Vera Gissing⁠(d), în care se menționează pe scurt cum Nicholas Winton a salvat sute de copii înainte de război. Pe baza acestora, Mináč a scris un o schiță a filmului. Când i-a cerut Alicei Klimova să traducă schița în limba engleză, aceasta i-a dezvăluit că este unul dintre copiii salvați și că Winton era încă în viață. După ce l-a întâlnit, Mináč s-a hotărât nu doar să regizeze acest film, dar și să realizeze documentarul Puterea omeniei: Nicholas Winton (The Power of Good: Nicholas Winton⁠(d)).

## Primire
La Premiile Leul Ceh din 1999 (Český lev 1999) a primit premiul Leul ceh pentru Cel mai bun actor în rol secundar (acordat lui Jiří Bartoška⁠(d)).